# Philipp Hammer (Geistlicher)

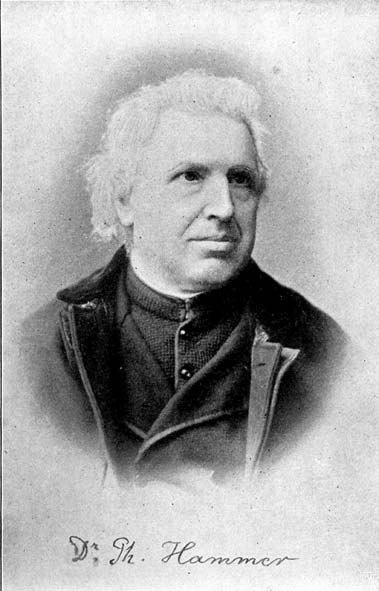
Philipp Hammer, Foto um 1895

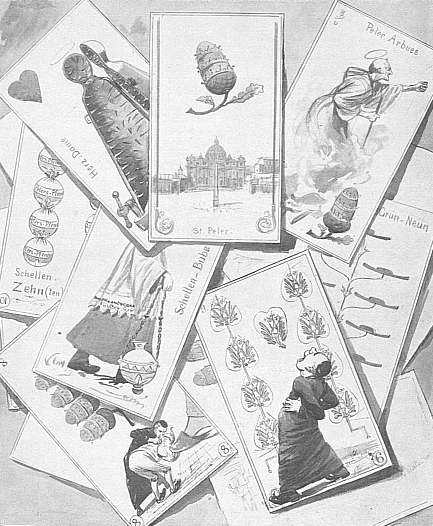
Karikatur auf Philipp Hammers Motto „Katholisch ist Trumpf“, Kladderadatsch, 1895

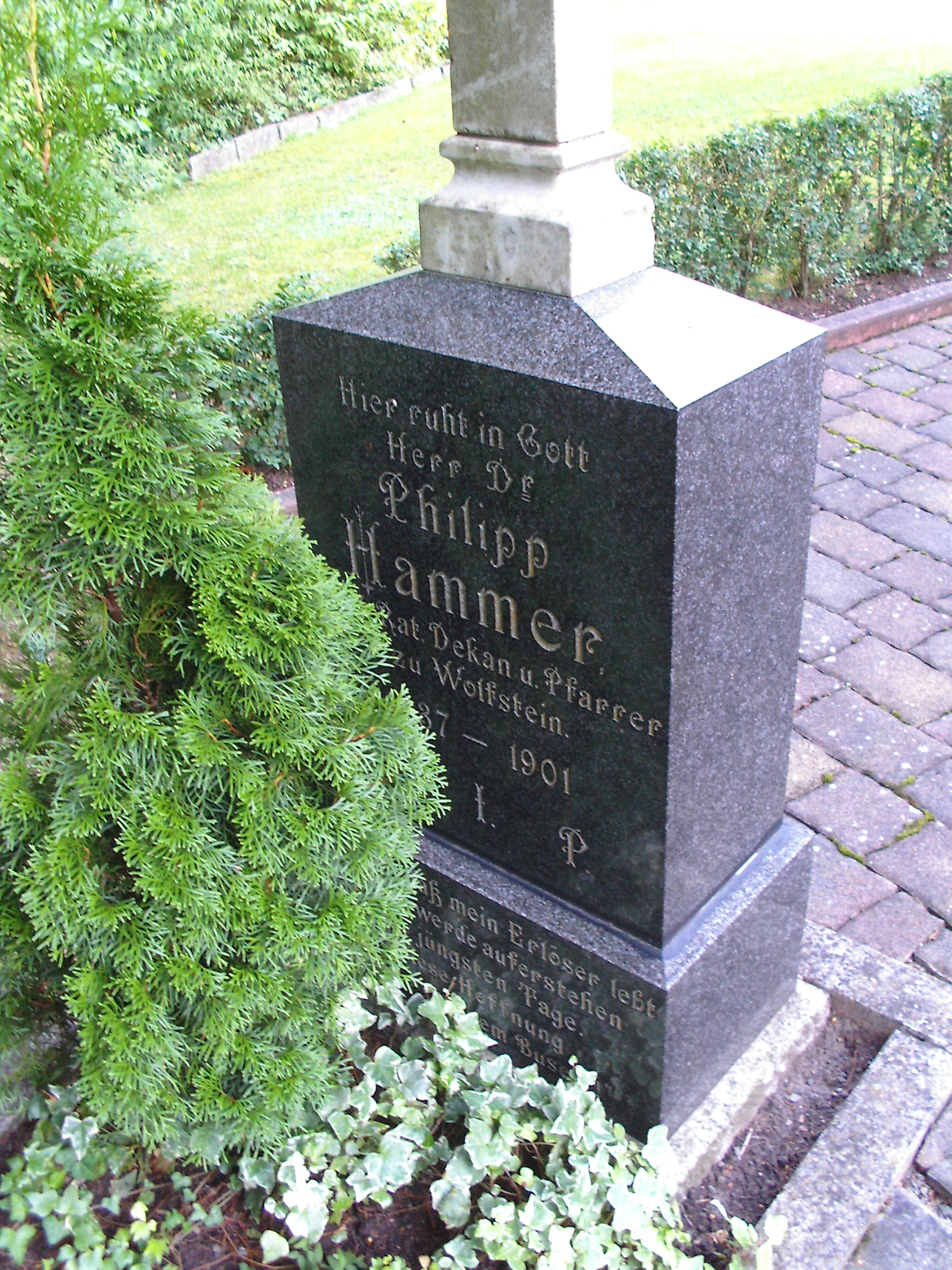
Grab von Philipp Hammer, Kaulbach

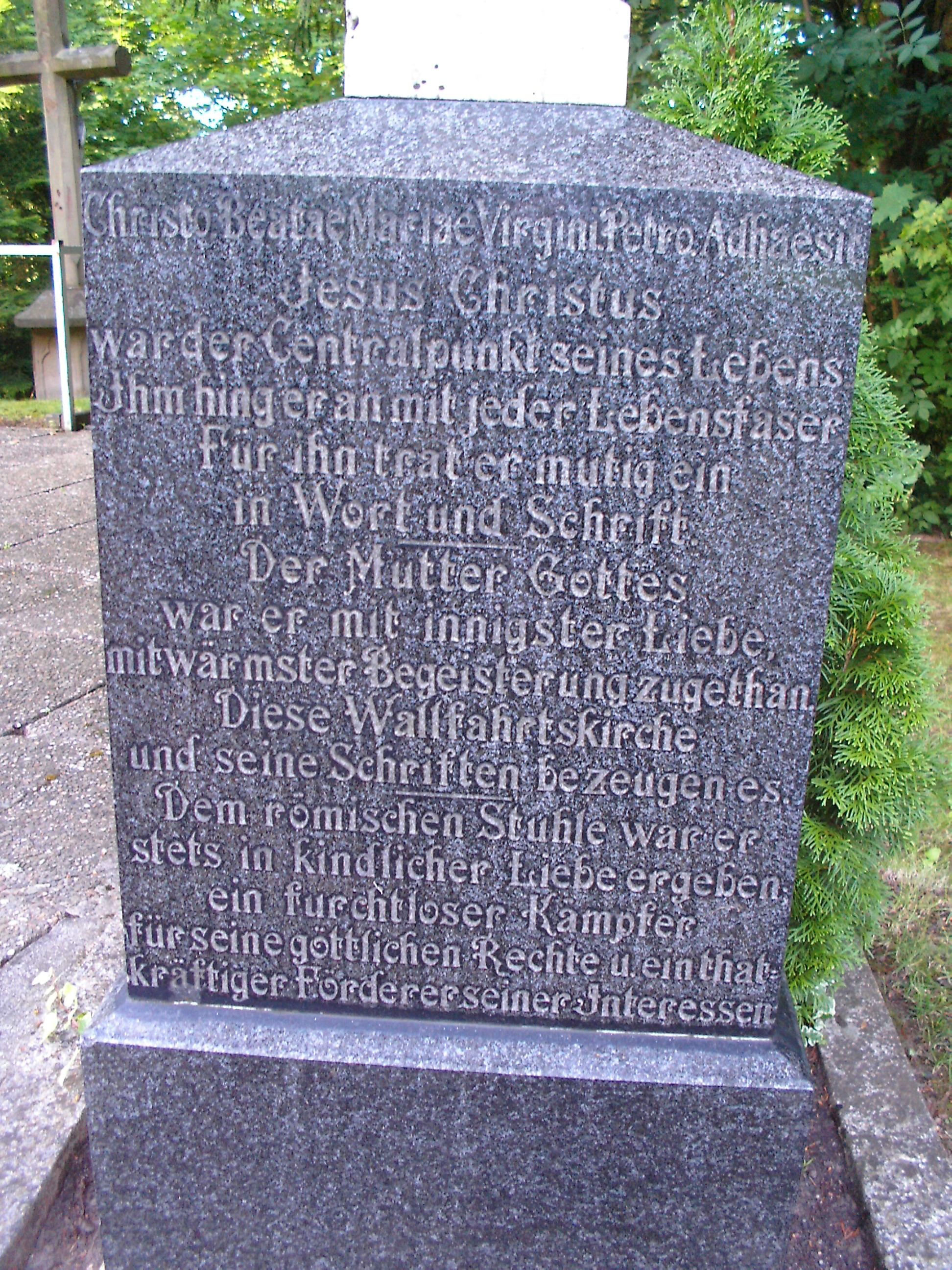
Gedenkinschrift auf der Rückseite des Grabsteins.

Philipp Hammer (* 13. Februar 1837 in Stein, Südpfalz; † 8. Juni 1901 in Wolfstein) war ein römisch-katholischer Priester, Dekan und bischöflicher Geistlicher Rat der Diözese Speyer, Volksprediger, Schriftsteller sowie Stifter einer Marien-Wallfahrt in Kaulbach; überregional bekannt als Redner und Aktivist auf den Deutschen Katholikentagen.

## Leben und Wirken
Philipp Hammer wurde als ältester von sieben Söhnen eines Bauern in dem Wasgaudorf Stein (jetzt Gossersweiler-Stein) geboren. Er besuchte die Lateinschule in Annweiler und das Gymnasium zu Speyer. Dann begann er seine Studien in Innsbruck am Jesuitenkonvikt, dem sogenannten „Nicolaihaus“. Hier schloss er Freundschaft mit dem Studenten Felix Korum, später Bischof von Trier.
Am 25. August 1861 spendete ihm Bischof Nikolaus von Weis im Speyerer Dom die Priesterweihe. Hammer wurde einen Tag danach zum Kaplan von Frankenthal (Pfalz) bestimmt, erhielt jedoch bald eine Beurlaubung, um in Innsbruck zum Doktor der Theologie zu promovieren. Ab 6. Januar 1862 trat Hammer das Amt des Speyerer Domkaplans an, mit Datum vom 24. August 1863 ging er in der gleichen Stellung nach Zweibrücken. Zum 29. Februar 1864 übertrug man Philipp Hammer die Administration der Diasporapfarrei Wolfstein, am 30. Januar 1865 wurde er Pfarrer in diesem Nordpfälzer Ort. Es lebten dort nur ca. 500 Katholiken unter der zehnfachen Zahl von Andersgläubigen.
Hammer versah diese undankbare Stelle über 35 Jahre lang, bis zu seinem Tode. Wegen seiner kämpferischen und dezidiert katholischen Haltung – damals als „ultramontan“ gebrandmarkt – stand er bei der Regierung in keinem guten Ansehen. Sie sorgte dafür, dass er in dem kirchlich unbedeutenden und abgelegenen Diasporagebiet blieb und hintertrieb Versetzungen bzw. Beförderungen. 1870 erhielt der Geistliche die Einquartierung einer Gruppe preußischer Soldaten die nach Frankreich vorrückten – und wurde prompt als „Franzosenfreund“ und „Preussenfeind“ denunziert. Die Vorwürfe erwiesen sich bei einer daraufhin angestellten Untersuchung als völlig haltlos. 1879/80 bemühte sich Philipp Hammer dreimal vergeblich um eine Domherrenstelle in Speyer. Auch eine Bewerbung als Dompropst blieb 1888, trotz Unterstützung durch Kardinal-Staatssekretär Rampolla und Bischof Felix Korum, erfolglos.
Der Geistliche war politisch aktiv und kandidierte bei Reichstagswahlen mehrmals in dem für das Zentrum hoffnungslosen Wahlkreis Kusel-Homburg. Überregionale Bekanntheit erlangte er besonders durch seine regelmäßigen Auftritte als Redner bei den deutschen Katholikentagen. Die Augsburger Postzeitung nannte ihn sogar „eine der charakteristischsten Figuren der deutschen Katholikentage“. An den Eröffnungsabenden überbrachte er in launigen Worten stets die Grüße aus der Pfalz. Sein bekanntestes Schlagwort war der Spruch „Katholisch ist Trumpf“, den er am 8. September 1881 auf dem Katholikentag in Bonn prägte. Die von ihm oft gebrauchte Redewendung „Wir sind auch wieder dabei“ oder „Wir sind auch wieder da“ löste Heiterkeit aus und wurde zum geflügelten Wort.
In einem treffenden Nachruf der Augsburger Postzeitung hieß es über den Priester: „Hammer war von hochragender, in späteren Jahren etwas gebeugter Gestalt. Früh wurde sein volles Haar weiß, aber sein Angesicht bewahrte bis zum Ende die jugendliche Frische. Es lag etwas Liebes, Frommes, Herzgewinnendes in diesem Gesichte, das man immer wieder gern sah. In dem mächtigen Körper wohnte eine starke Seele.... In seinem geradezu stürmischen Eifer, in seinem scharf ausgeprägten Gefühl für Wahrheit und Gerechtigkeit, in seiner geraden Weise, das Kind beim Namen zu nennen, stieß er oft an, unten und oben... Er wurde persona ingrata bei der Regierung und mußte in Wolfstein bleiben. Gerade dadurch ist es ihm möglich geworden, seine reichen Geisteskräfte der Gesamtheit zu widmen...“
Philipp Hammer war ein origineller und gesuchter Festprediger. Er sprach mit seiner ganzen Persönlichkeit; Erzählungen, Geschichten und Literaturzitate würzten seine Vorträge. Ähnlich wirkte er als Volksredner. Stets setzte er sich diesbezüglich für katholische Vereinigungen ein und es wirkte immer anziehend wenn es hieß, dass Hammer auf einer Veranstaltung auftrete. Kein Gebiet der Theologie, des politischen oder sozialen Lebens war ihm fremd.
Daneben verfasste er noch eine Vielzahl von theologischen und religiösen Schriften.
In seinem Pfarr-Filialort Kaulbach erbaute er an markanter Stelle die Herz-Mariä-Wallfahrtskirche „Maria Hilf“ und stiftete eine Wallfahrt. Die Unkosten bestritt er aus Tantiemen seiner Werke. Er wollte damit für die Katholiken der nordwestpfälzischen Diaspora einen religiösen Mittelpunkt schaffen. Zur Kapelle, die 1875 konsekriert wurde, gehören ein Wohnhaus und ein Freigelände mit Altar, Lourdesgrotte und Steinkanzel, zur Abhaltung von Gottesdiensten.
Mit Bischof Korum, der öfter im Wolfsteiner Pfarrhaus zu Gast war und in Kaulbach zelebrierte bzw. predigte, unternahm Hammer im Oktober 1893 eine mehrwöchige Reise nach Rom und Lourdes. An Weihnachten 1900 wurde ihm der Titel "Geistlicher Rat" verliehen.
Kurz vor seinem Tod avancierte Hammer noch zum Pfarrer in Venningen. Diese Stelle konnte er nicht mehr antreten. Infolge eines Schlaganfalls starb er am Abend des 8. Juni 1901 in Wolfstein. Er liegt vor der Wallfahrtskirche in Kaulbach begraben, wo sich sein Grab erhalten hat. Die von Hammer begründete und gestiftete Wallfahrt in Kaulbach gehört zu den offiziellen Pilgerstätten der Diözese Speyer.
Auf dem Katholikentag von 1901 in Osnabrück – dem ersten nach Hammers Tod – erinnerte der Präsident, Justizrat Karl Trimborn in rührenden Worten an ihn: „Wie die Schwalbe den Sommer eröffnet, so waren unsere Generalversammlungen ein Fest, wenn Dechant Hammer, die Schwalbe aus der Pfalz erschienen war....“

## Werke
(Auswahl, teilweise posthum veröffentlicht)
- Das Lied von der neuen Mode, in allen Tonarten ausgepfiffen. - 1868;   Komplettscan des Buches
- Die Presse, eine Großmacht, oder ein Stück moderner Versimpelung?. - 1868
- Die Zusammenkunft, welche der heilige Geist, der hl. Vater u. die Katholischen Bischöfe demnächst in Rom mitsammen haben werden - Soest 1869
- Neuester Jesuitenspiegel. – 1869
- Zeitgemäßer Neujahrsgruß. – 1869
- Leitsterne zur Orientierung in politischen Fragen für die Katholiken aller Stände. – 1870
- Das moderne deutsche Kaiserreich und die Katholiken. - 1872
- Die katholische Kirche und die modernen Staatsmänner. – 1874
- Der Protestantismus u. der katholische Glaube (Bonifacius-Broschüren 1893, Heft 11 u. 12), Paderborn 1893
- Der Sozialismus u. der katholische Glaube (Bonifacius-Broschüren 1894, Heft 1 u. 2). Paderborn 1894
- Sieben Predigten über des Menschen Ziel und Ende und seine letzten Dinge. - 1895
- Der Rosenkranz, eine Fundgrube für Prediger und Katecheten, ein Erbauungsbuch für katholische Christen. – 1899
- Der christliche Vater in seinem Berufe. – 1899
- Die christliche Mutter in ihrem Berufe. – 1901
- Marien-Predigten. – 1904
- Predigten auf die Sonntage des Kirchenjahres. – 1906
- Predigten für die Feste des Herrn. – 1909
- Altarsakraments- und Herz-Jesu-Predigten. – 1913
- Predigten zur Feier der ersten heil[igen] Kommunion. – 1914
- Predigten für Allerheiligen und Allerseelen. - 1915